# Connie Macatuno
Connie Macatuno, ou Connie S.A. Macatuno, est une réalisatrice, scénariste et productrice philippine.

## Biographie
En 2006, Connie Macatuno réalise son premier long métrage, le film saphique Rome and Juliet.
En 2018, elle réalise le film dramatique Mama's Girl (en), avec dans le rôle principal Sofia Andres (en).

## Filmographie
| Année     | Titre                                | Actrice            | Réalisatrice | Productrice | Scénariste | Commentaires           |
| --------- | ------------------------------------ | ------------------ | ------------ | ----------- | ---------- | ---------------------- |
| 1993      | Home Along Da Riles (en)             | présentatrice télé |              |             |            | long métrage           |
| 1999      | Martin Late at Nite (en)             |                    | 1 épisode    |             |            | émission de télévision |
| 2005      | Male Confessions                     |                    | Oui          | Oui         |            | documentaire           |
| 2006      | Rome and Juliet                      |                    | Oui          | Oui         | Oui        | long métrage           |
| 2010      | The Substitute Bride (en)            |                    | 10 épisodes  |             |            | série télévisée        |
| 2011-2012 | Junior MasterChef Pinoy Edition (en) |                    | 47 épisodes  |             |            | émission de télévision |
| 2012-2013 | Paraiso (en)                         |                    | 55 épisodes  |             |            | série télévisée        |
| 2018      | Mama's Girl (en)                     |                    | Oui          |             |            | long métrage           |

## Distinctions

### Récompense
- Gawad Urian Award (en) 2007 : meilleur scénario pour Rome and Juliet

### Nominations et sélections
- Gawad Urian Award (en) 2007 : meilleure réalisation pour Rome and Juliet